# Robe à l'anglaise

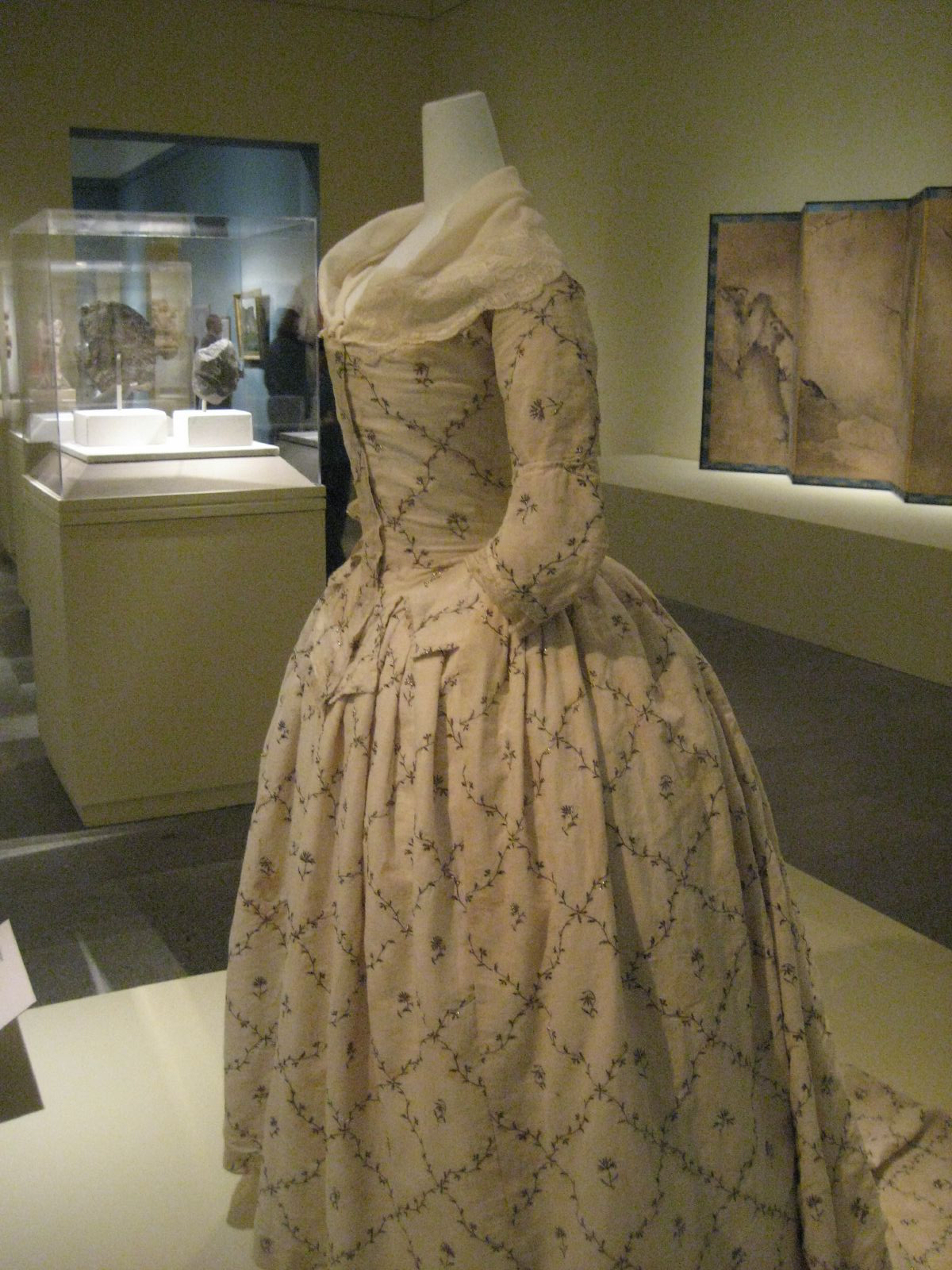
Robe a l'anglaise

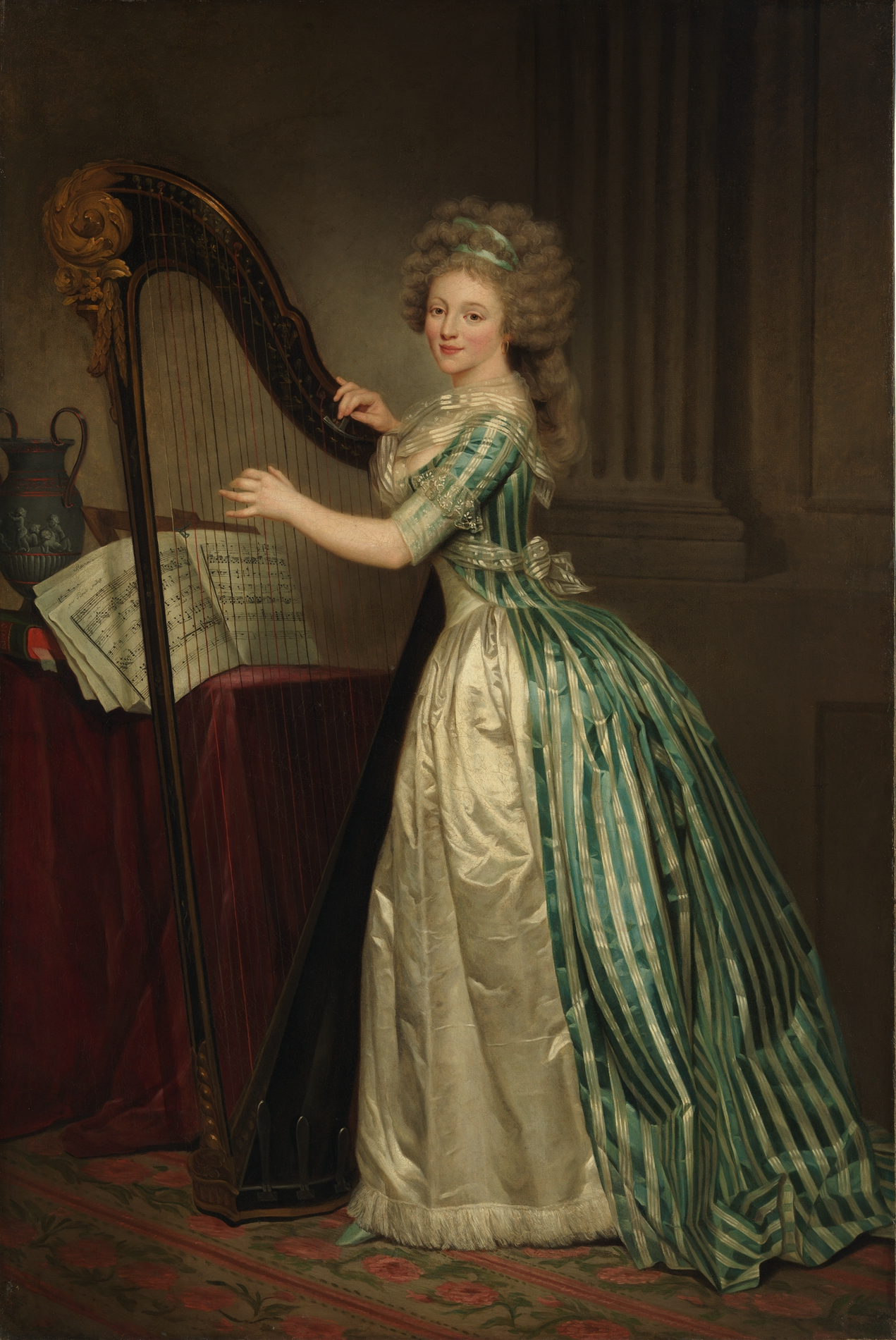
Rose-Adélaïde Ducreux

Robe à l'anglaise  ("engelsk klänning") var en klänningsmodell vanlig under rokokon. Den var en av de vanligaste klädmodellerna för kvinnor under 1700-talet. Det var den vanligaste klänningsmodellen i Storbritannien under hela seklet, och var på 1780- och 1790-talet även den mest populära modellen i resten av Europa. 
Robe à l'anglaise utvecklades från den s.k. mantuan till att bli en engelsk version av denna. Modellen för en robe à l'anglaise är en klänning, som är öppen över en underkjol på framsidan, och en besparing på framsidan av livet. Den hade ett figurnära men slutet liv utan watteauveck. Dess ringning och ärmar var desamma som den franska klänningens. Ärmarna är som regel halvlånga (till armbågen), avslutade med manschetter bestående av volanger, s.k. engagenter. 
Den skiljer sig från den s.k. robe à la française eftersom den saknar det karaktäristiska släpet från axlarna; dess liv och kjol var ofta slutet, och den bars sällan över en styvkjol.
Den var populär i England under hela 1700-talet som en del av den förenklade lantklädsel som bars av den engelska aristokratin, som föredrog att leva ute på sina lantegendomar och skilde sig från den franska adeln, som föredrog hovet eller staden. Till robe à l'anglaise bars gärna en vidbrättad stråhatt (bergere). 
Cirka 1780 blev Robe à l'anglaise populär även utanför England, och slog igenom även i Frankrike och därmed i resten av Europa, som följde det franska modet. Den blev den mest populära klänningsmodellen under 1780-talet och fram till att det midjelösa empirmodet slog igenom i slutet av 1790-talet.